# FK Sinđelić Niš
Fudbalski Klub Sinđelić Niš (serb.: Фудбалски Клуб Синђелић Ниш) – serbski klub piłkarski z siedzibą w Niszu (w okręgu niszawskim), z dzielnicy Durlan. Został utworzony w 1918 roku. Obecnie występuje w Srpskiej lidze (3. poziom serbskich rozgrywek piłkarskich), w grupie Istok. "Sinđelić Niš" jest najstarszym klubem piłkarskim w Niszu. 
W czasach Federalnej Republiki Jugosławii "Sinđelić Niš" w sezonie 1996/97 występował w rozgrywkach Drugiej ligi SR Јugoslavije.

## Stadion
Klub rozgrywa swoje mecze domowe na stadionie Stadion Mašinac w Niszu, który może pomieścić 2.000 widzów, wcześniej klub rozgrywał swoje mecze domowe na stadionie Stadion na Durlanu w Niszu, który może pomieścić 1.500 widzów.

## Sezony
| Sezon                          | Liga                      | Poziom | Miejsce |
| Federalna Republika Jugosławii |                           |        |         |
| 1999/00                        | Srpska liga (Grupa Niš)   | III    | 5       |
| 2000/01                        | Srpska liga (Grupa Niš)   | III    | ?       |
| 2001/02                        | Srpska liga (Grupa Niš)   | III    | 8       |
| 2002/03                        | Srpska liga (Grupa Niš)   | III    | 6       |
| Serbia i Czarnogóra            |                           |        |         |
| 2003/04                        | Srpska liga (Grupa Istok) | III    | 17      |
| 2004/05                        | Zonska liga (Niska zona)  | IV     | 1       |
| 2005/06                        | Srpska liga (Grupa Istok) | III    | 2       |
| Serbia                         |                           |        |         |
| 2006/07                        | Srpska liga (Grupa Istok) | III    | 5       |
| 2007/08                        | Srpska liga (Grupa Istok) | III    | 2       |
| 2008/09                        | Srpska liga (Grupa Istok) | III    | 5       |
| 2009/10                        | Srpska liga (Grupa Istok) | III    | 1       |
| 2010/11                        | Prva liga Srbije          | II     | 5       |
| 2011/12                        | Prva liga Srbije          | II     | 17      |
| 2012/13                        | Srpska liga (Grupa Istok) | III    | 2       |
| 2013/14                        | Srpska liga (Grupa Istok) | III    | 12      |
| 2014/15                        | Srpska liga (Grupa Istok) | III    | 13      |
| 2015/16                        | Srpska liga (Grupa Istok) | III    | 3       |
| 2016/17                        | Srpska liga (Grupa Istok) | III    | 3       |
| 2017/18                        | Srpska liga (Grupa Istok) | III    | 4       |
| 2018/19                        | Srpska liga (Grupa Istok) | III    | 7       |
| 2019/20                        | Srpska liga (Grupa Istok) | III    | 3 *     |
| 2020/21                        | Srpska liga (Grupa Istok) | III    | ?       |

 * Z powodu sytuacji epidemicznej związanej z koronawirusem COVID-19 rozgrywki sezonu 2019/2020 zostały zakończone po rozegraniu 17 kolejek.

## Sukcesy
- 5. miejsce Prvej ligi  Srbije (1x): 2011.
- mistrzostwo Srpskiej ligi – Grupa Istok (III liga) (1x): 2010 (awans do Prvej ligi Srbije).
- mistrzostwo Zonskiej ligi – Grupa Niska zona (IV liga) (1x): 2005 (awans do Srpskiej ligi).
- wicemistrzostwo Srpskiej ligi – Grupa Istok (III liga) (3x): 2006, 2008 i 2013.